# Lamèch (cratère)
Pour les articles homonymes, voir Lamèch.
Lamèch est un cratère lunaire situé sur la face visible de la Lune. Il se trouve à l'extrémité orientale du massif montagneux des Montes Caucasus situé autour de la Mare Orientale. Il est situé au sud-ouest du grand cratère Eudoxus. Le cratère Lamèch a une forme de cuvette et possède un contour à peu près circulaire. Ce cratère n'est pas érodé et n'a pas subi de cratères d'impacts.
En 1935, l'Union astronomique internationale lui a attribué le nom de Lamèch en l'honneur de l'astronome  français d'origine tunisienne Félix Chemla Lamèch.